# Maestri Field
Le Maestri Field au Privateer Park, plus connu sous le nom de Maestri Field, est un stade de baseball situé dans la ville de La Nouvelle-Orléans, dans l'État de Louisiane, aux États-Unis.

## Histoire
Si le stade est occupé, depuis son inauguration en 1979, par l'équipe universitaire des Privateers de La Nouvelle-Orléans, il a été, de 1993 à 1996, le premier domicile des Zephyrs de La Nouvelle-Orléans, club professionnel de niveau triple-A évoluant en Ligue de la côte du Pacifique.
Le stade est baptisé du nom de Ron Maestri, manager des Privateers de 1970 à 1984.